# یوزف بندیکت انگل
یوزف بندیکت انگل (به آلمانی: Josef Benedikt Engl)؛ (زادۀ ۲ ژوئیهٔ ۱۸۶۷ میلادی – درگذشتۀ ۲۵ اوت ۱۹۰۷ میلادی) همچنین با نام یو.بی. انگل، یک کاریکاتوریست و تصویرگر اهل آلمان بود که به خاطر آثارش برای مجلۀ زیمپلیتسیسیموس شهرت داشت.

## آثار انگل

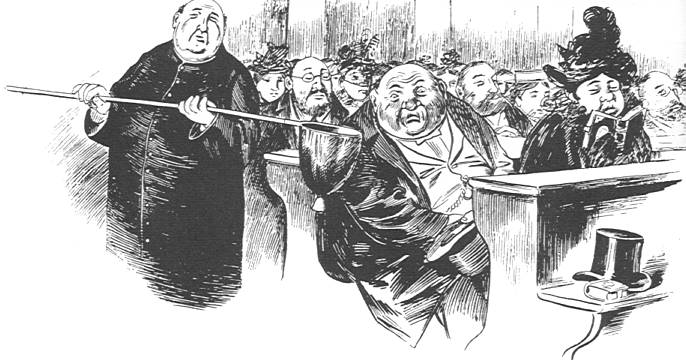
مرد مرکز
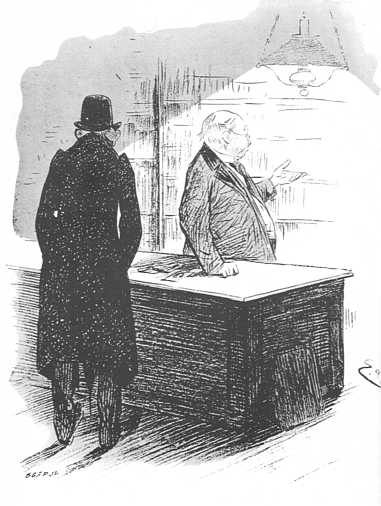
از تمرین یک قدیس
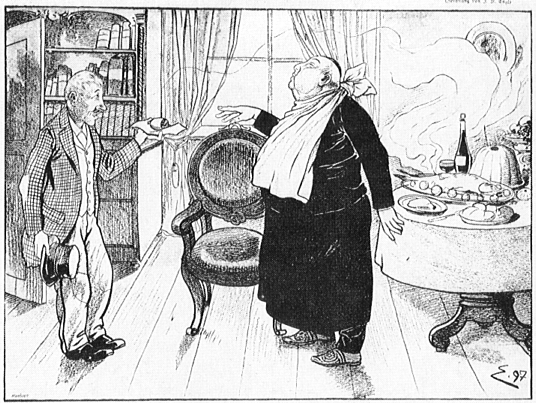
دست تکان داد
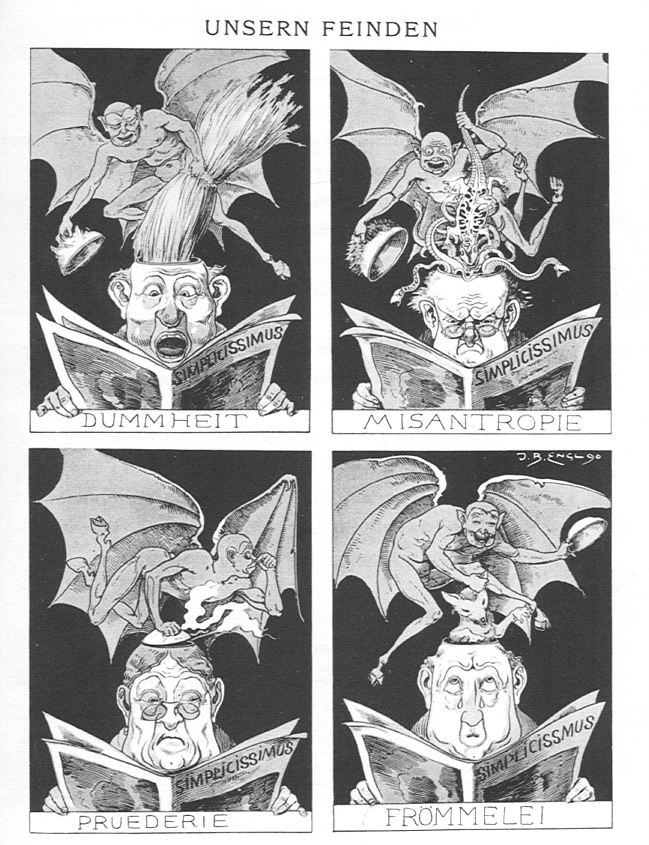
دشمنان ما
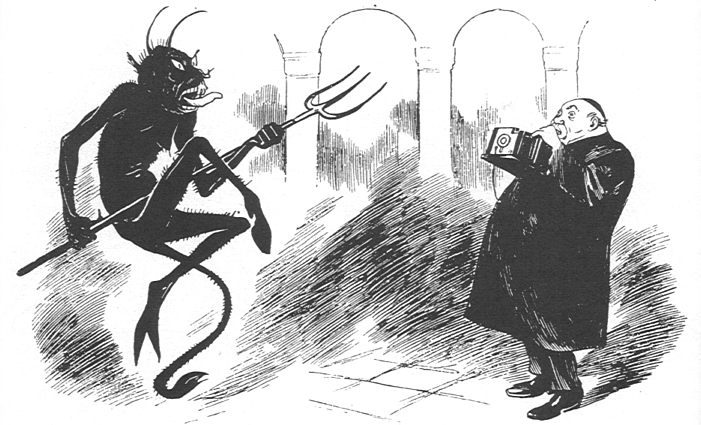
یک فکر خوب
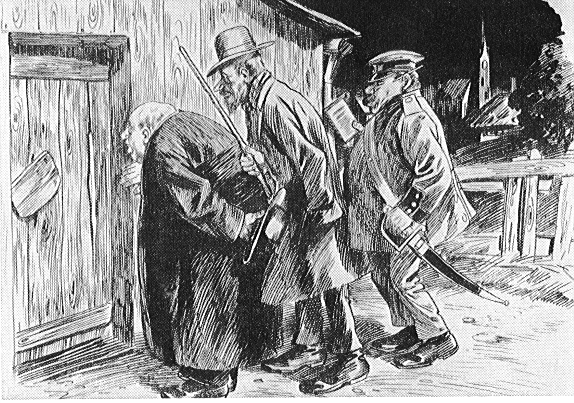
زمین رقص مخفی
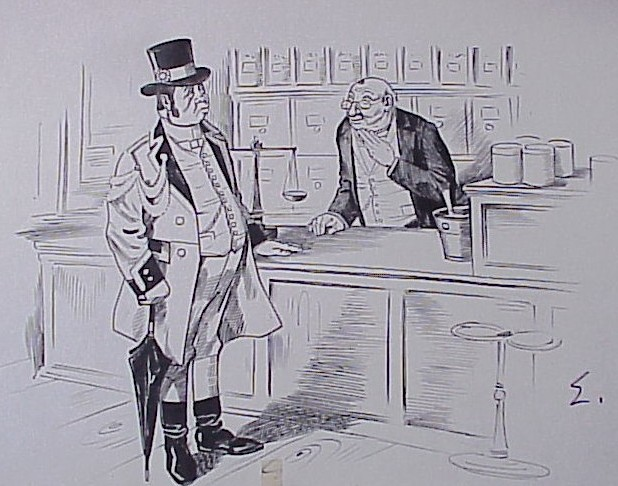
داروساز کشور